# Club Balonmano Benidorm/Statistik
Dies ist ein Unterartikel zu Club Balonmano Benidorm und enthält Statistiken zu diesem spanischen Handballverein.

## Statistiken
| Saison    | Liga | Platz (Punkte, S/U/V, Tore)         | Team | Trainer                                          | Anmerkungen |
| --------- | ---- | ----------------------------------- | --- | ------------------------------------------------ | --- |
| 2025/2026 | 2.   | Saison beginnt Sommer 2025          | Tor: Vasco Martinho Linhares Teixeira, … Außen: Lautaro Robledo, … Rückraum: Daniel Neves, … Kreis: … Zugänge: Pedro Antônio Martínez Ayres Borba (Atlético Valladolid), Vasco Martinho Linhares Teixeira (Boavista Porto), Daniel Neves (BM Ciudad Encantada), Lautaro Robledo (BM Nava), … Abgänge: Guillermo José Fischer (BM Granollers), Pol Roy, Javier González Teijon, Krystian Witkowski, David Roca (BM Nava), Nikolas Zarikos, José Oliver (Eón Alicante), Nacho Valles (Bidasoa Irun), Roberto Domènech (Eón Alicante), Mirko Đurović (?), Tommaso De Angelis (?), Mané Abdoulah (?) |                                                  | |
| 2024/2025 | 1.   | 16. Platz (19 P., 867:939, 7/5/18)  | Tor: Roberto Domènech (28 Spiele, 135 Paraden), Krystian Witkowski (26 Spiele, 183 Paraden, ein Tor) Außen: Nikolas Zarikos (30 Spiele, 17 Tore), Tommaso De Angelis (30 Spiele, 71 Tore), Ramiro Martínez (14 Spiele, 51 Tore), Hugo Vila López (30 Spiele, 55 Tore) Rückraum: Leo Alonso (4 Spiele, kein Tor), Mirko Đurović (23 Spiele, 31 Tore), João Bandeira Lourenço (13 Spiele, 60 Tore), Mané Abdoulah (25 Spiele, 37 Tore), Juan Carlos Sempere (30 Spiele, 91 Tore), Nacho Valles (30 Spiele, 171 Tore), Pablo Vainstein (30 Spiele, 67 Tore), David Roca (22 Spiele, 98 Tore) Kreis: José Oliver (26 Spiele, 2 Tore), Daniil Zhukov (30 Spiele, 53 Tore), Lucas Moscariello (23 Spiele, 61 Tore) Zugänge: Hugo Vila (Balonmano Mislata), Fábio Teixeira (AA Águas Santas), Nikolas Zarikos (TV Homburg), Roberto Domènech (HC Eivissa), Mané Abdoulah (HC Achilles Bocholt), João Bandeira (Benfica Lissabon B) Abgänge: Filip Vujovic (?), Santiago Barcelo (BM Ciudad Encantada), Lautaro Robledo (BM Nava, Leihe), Fábio Teixeira (Handbol Club Eivissa, Leihe), Samuel Ibañez (BM San José Obrero)                                                                                                | Marko Krivokapić Isidre Pérez Sergio Carballeira | In der Copa del Rey schied die Mannschaft in der 2. Runde nach einem 28:36 beim Zweitligisten BM Alcobendas aus. Trainer Sergio Carballeira wurde im März 2025 entlassen, der Co-Trainer Isidre Pérez übernahm kurzzeitig das Amt, seit März ist Marko Krivokapić Cheftrainer. Der Verein stieg aus der 1. Liga ab. |
| 2023/2024 | 1.   | 10. Platz (25 P., 877:894, 9/7/14)  | Tor: Krystian Witkowski (28 Spiele, 220 Paraden), Samuel Ibañez (30 Spiele, 104 Paraden, ein Tor) Außen: Lautaro Robledo (21 Spiele, 21 Tore), Tommaso De Angelis (28 Spiele, 68 Tore), Filip Vujović (22 Spiele, 35 Tore), Ramiro Martinez (30 Spiele, 150 Tore) Rückraum: Mirko Đurović (28 Spiele, 49 Tore), Leo Alonso (29 Spiele, 24 Tore), Santi Barcelo (28 Spiele, 38 Tore), Nacho Valles (30 Spiele, 164 Tore), Juan Carlos Sempere (24 Spiele, 54 Tore), David Roca (30 Spiele, 90 Tore), Pablo Vainstein (27 Spiele, 55 Tore) Kreis: José Oliver (26 Spiele, 12 Tore), Daniil Zhukov (30 Spiele, 44 Tore), Lucas Moscariello (22 Spiele, 69 Tore) Zugänge: Krystian Witkowski (Wisła Płock), Leo Alonso (BM Sinfin), David Roca (BM Granollers), Lautaro Robledo (EC Pinheiros), Tommaso De Angelis (Campus Italia), Mirko Đurović (Roter Stern Belgrad), Roberto Domènech (Barcelona B), Nacho Valles (KS Azoty-Pulawy) Abgänge: Roberto Rodriguez (BM Granollers), Iker Serrano (Karriereende), Jules Lignières, Ivan Rodriguez (JS Cherbourg Manche), Ruben Santos, Ivan Nikčević (Karriereende), Edu Calle (Atlético Valladolid), Dragan Soljic (BM Nava), Roberto Domènech (Handbol Club Eivissa) | Sergio Carballeira                               | In der Copa del Rey schied der Verein in der dritten Runde nach einer 30:32-Heimniederlage gegen Rebi Cuenca aus. Nacho Valles wurde als bester zentraler Rückraumspieler der Saison ausgezeichnet. Die Heimspiele des Vereins in der Liga wurden von durchschnittlich 770 Zuschauern besucht.                      |
| 2022/2023 | 1.   | 09. Platz (25 P., 875:903, 11/3/16) | Tor: Roberto Rodriguez (30 Spiele, 269 Paraden, ein Tor), Samuel Ibañez (30 Spiele, 76 Paraden) Außen: Filip Vujović (14 Spiele, 41 Tore), Mladen Šotić (6 Spiele, 11 Tore), Ivan Nikčević (29 Spiele, 72 Tore), Ramiro Martinez (30 Spiele, 132 Tore) Rückraum: Santi Barcelo (30 Spiele, 45 Tore), Rolandas Bernatonis (23 Spiele, 42 Tore), Carlos Grau (16 Spiele, 5 Tore), Edu Calle (26 Spiele, 81 Tore), Jules Lignières (29 Spiele, 86 Tore), Juan Carlos Sempere (24 Spiele, 54 Tore), Ruben Santos (22 Spiele, 46 Tore), Pablo Vainstein (25 Spiele, 40 Tore), Ivan Rodriguez (27 Spiele, 68 Tore), Adrián Sánchez (19 Spiele, 10 Tore), Daniel Lara Mora (5 Spiele, 2 Tore), James Lewis Parker (ein Spiel, 4 Tore) Kreis: Iker Serrano (28 Spiele, 86 Tore), José Oliver (9 Spiele, ein Tor), Lucas Moscariello (22 Spiele, 69 Tore), Dragan Šoljić (29 Spiele, 33 Tore) | Fernando Latorre                                 | Die Heimspiele in der Liga Asobal wurden von insgesamt 10.082 Zuschauern besucht, das war eine Steigerung von 7 Prozent. (Durchschnitt: 672). In der Copa del Rey schied die Mannschaft in der zweiten Runde gegen BM Guadalajara aus (27:28). Der Verein nahm an der EHF European League 2022/2023 teil.           |